# Římskokatolická farnost Mostkovice
Římskokatolická farnost Mostkovice je územním společenstvím římských katolíků v rámci prostějovského děkanátu Olomoucké arcidiecéze.
Do farnosti patří kromě Mostkovic obce Čechovice (kaple sv. Anny), Domamyslice (kaple sv. Jana Nepomuckého a kaple sv. Anděla Strážce) a Stichovice se zvoničkou.

## Historie
První zmínka o faře v Mostkovicích pochází z roku 1353. Prvním farářem zde byl jistý Jakub z Jakubského kláštera v Olomouci. Roku 1508 je zmiňován nekatolický kněz, který zde oddával. Po bitvě na Bílé Hoře 1624 odsud Karel z Lichtenštejna vykázal nekatolické kazatele a duchovní správa připadla P. Vavřinci Uničovskému.
Jeho nástupcem se stal dominikán P. Abrahám Kalenský, který odešel roku 1630 do Brodku u Prostějova. Jeho místo převzal smržický farář Pavel Ignatius. Mostkovičtí faráři dojížděli nejen do Plumlova, ale i do Ohrozimi, Krumsína a Stínavy.
Kostel Nanebevzetí Panny Marie byl zřejmě vystaven nákladem sester augustiniánek z Olomouce, ale jeho stavbu mohla iniciovat olomoucká kapitula už na konci 12. století. Nad portálem kostela je datum 1393.
Posledních šestnáct let života P. Emila Sluky mu v duchovní správě vypomáhal P. František Cinek, který se na zdejší faru uchýlil po zrušení olomoucké teologické fakulty. Nástupcem P. Sluky se stal P. Jaroslav Řezáč.

## Duchovní farnosti pohřbeni v Mostkovicích
- P. Ignác Honheiser + 1874
- P. Jindřich Očadlík +1882
- P. František Vařeka +1884
- P. Jan Stužka +1894
- P. Jan Kubíček +1896
- P. Jan Krobot +1917
- P. Emil Sluka +1970

## Osobnosti
- Václav Beneš Optát – utrakvistický kněz, autor, překladatel
- František Cinek – prelát Jeho Svatosti, teolog, spolupracovník A. C. Stojana

## Duchovní správci
Od července 2015 do července 2017 byl administrátorem excurrendo R. D. Mgr. Zdeněk Jiří Pospíšilík. Po něm nastoupil R. D. Petr Klimeš. S platností od července 2018 byl administrátorem excurrendo jmenován R. D. ICLic. Mgr. Aleš Vrzala. Od 1. července 2019 byl administrátorem excurrendo ustanoven P. Mgr. Tomasz Sałaga SDS.

## Bohoslužby
| Kostel                  | Místo      | Bohoslužba (den) | Hodina      | Poznámka     |
| ----------------------- | ---------- | ---------------- | ----------- | ------------ |
| Nanebevzetí Panny Marie | Mostkovice | neděle středa    | 11.00 18.00 | Farní kostel |